# Angelo Poliziano
Agnolo (Angelo) Ambrogini, cunoscut și ca Poliziano, de la numele latin al orășelului său de origine, Mons Politianus (n. 14 iulie 1454, Montepulciano, Toscana, Italia – d. 29 septembrie 1494, Florența, Republica Florentină), a fost un poet, umanist și filolog italian.
În general este considerat cel mai mare dintre poeții italieni din secolul al XV-lea, membru și reazem al cercului de intelectuali adunați în jurul domnului Florenței de atunci, Lorenzo de' Medici zis Magnificul. A fost autor al unor lucrări în latină, greacă și vulgară italiană și a atins o largă competență filologică și o admirabilă perfecțiune formală a stilului.  După Barberi Squarotti, cu Poliziano „Umanismul a început să se manifeste nu doar în sfera angajamentului civil și politic, în avantajul - ca să zic așa - al altora, ci și într-o experiență exclusivă și solitară de cercetare și rafinament individual”. 
Datorită protecției lui Lorenzo Magnificul, Poliziano a putut să-și dedice întreaga viață studiilor umaniste și producției literare, fără să se implice în activități politice sau diplomatice, deținând funcții de înalt prestigiu, precum cel de tutor al familiei Medici, secretar personal al lui Lorenzo și profesor la Studioul Florentin.

## Biografia
Angelo Ambrogini (Poliziano) s-a născut în 1454 la Montepulciano, astăzi situat în provincia Siena; de la numele latin al orașului natal, Mons Politianus, ar fi primit porecla umanistă de Poliziano, cu care este cunoscut. 
Tatăl său, Benedetto, jurist legat de importanta familie florentină Medici, a murit când Poliziano avea doar zece ani, ucis de rudele unui bărbat care a fost condamnat datorită acțiunii sale. Poliziano, lăsat orfan la o vârstă fragedă, a fost însoțit de nesiguranța și timiditatea de-a lungul vieții accentuate de trauma psihologică a morții tatălui său.

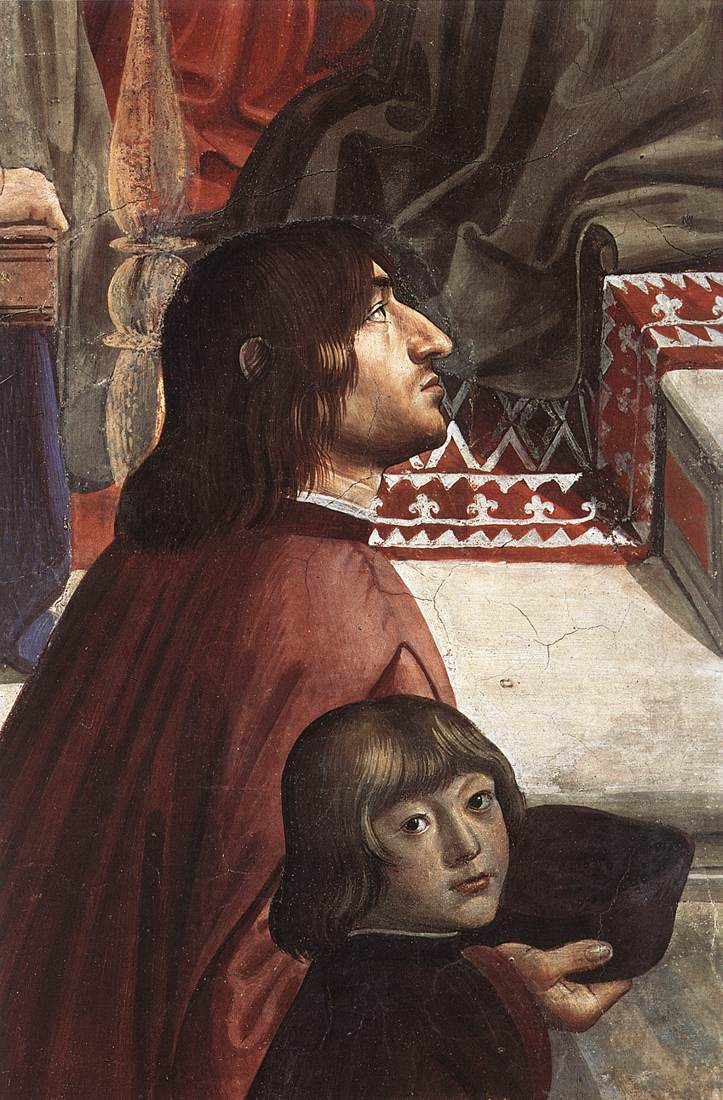
Angelo Poliziano și Piero de' Medici, de Domenico Ghirlandaio, Cappella Sassetti, Basilica di Santa Trinita, Florența

Întrucât, după moartea tatălui său, mama a întâmpinat dificultăți serioase în asigurarea supraviețuirii familiei, Poliziano a fost nevoit să se mute la Florența, unde a ajuns în 1469, [2] la casa unor rude dintr-un fundal social foarte modest. Cu toate acestea, el a reușit, de asemenea, să facă studii universitare: chiar în acest mediu a intrat în contact cu oameni de importanță primară în panorama culturală a vremii, precum Marsilio Ficino și umaniștii greci Ioannis Argyropoulos și Demetrios Kalkokondyles. Pentru a-și demonstra abilitățile, în 1470, la șaisprezece ani, a început traducerea Iliadei lui Homer din greacă în latină: prin efectuarea acestei lucrări el a dezvăluit deja rigoarea filologică și utilizarea foarte rafinată a cuvintelor care ar fi fost caracteristici constante ale operei sale.
În 1473, după ce a terminat traducerea primelor două cărți ale poemului, Poliziano le-a dedicat lui Lorenzo de' Medici, devenit recent domn al Florenței (1469) împreună cu fratele său Giuliano: Magnificul, prin urmare, l-a luat pe tânărul scriitor sub protecția sa, și, fără a ține cont deloc de modestele sale origini, i-a permis să intre în marea bibliotecă Medici și frecventeze pe intelectualii care erau înrudiți cu el.
În 1475 Magnificul l-a desemnat pe Poliziano ca tutor al fiului său, Piero, și l-a invitat să rămână la Palazzo Medici (Palatul familiei Medici), oferindu-i și rolul de secretar personal.  În 1477, tânărul, angajat în același timp în redactarea Elegiilor latine și a Epigramelor latine și grecești, a fost numit prior al Bisericii San Paolo Apostolo din Florentța și a fost hirotonit preot; mai târziu a fi devenit canon în Domul Santa Maria del Fiore.
În acea perioadă, Poliziano a editat Raccolta Aragonese (Colecția Aragoneză), niște poezii în vulgara italiană, pentru care a scris și epistola proemială, care a fost trimisă mai târziu regelui de la Napoli, și a început redactarea Rimelor. În 1475 a început compoziția Stanze per la giostra, o mică poezie dedicată lui Giuliano de 'Medici; lucrarea, considerată principala dintre operele lui Poliziano, a rămas neterminată din cauza morții însuși a lui Giuliano, care a fost asasinat la 26 aprilie 1478 în Conspirația familiei Pazzi.
Puternic afectat de evenimentele conspirației, care a încheiat o lungă perioadă de serenitate la curtea familiei Medici, Poliziano a transcris cele întâmplate în cronica Pactianae coniurationis Commentarium (Comentariu despre Conspirația familiei Pazzi). În a doua jumătate a anului 1478, în timp ce orașul a fost lovit de o epidemie de ciumă, intelectualul i-a însoțit pe Medici la Vila lor din Caffagiolo în Barberino di Mugello (astăzi Patrimoniu Mondial UNESCO), unde Magnificul intenționase să meargă și din cauza tensiunilor care au animat Florența după conspirație. În timp ce se afla la Cafaggiolo, Poliziano a intrat în conflict cu soția lui Lorenzo, Clarice Orsini, care, severă și moralistă, l-a împiedicat pe soțul ei să-i încredințeze lui Poliziano și fiul Giovanni, care mai târziu avea să devină Papa Leon al X-lea.  Prin urmare, în 1479, Poliziano a ales să părăsească Cafaggiolo; la scurt timp, din motive necunoscute, a intrat și în conflict cu Lorenzo Magnificul însuși și nu l-a urmat în călătoria sa la Napoli, cu care domnul florentin a evitat formarea unei alianțe anti-Medici între Coroana Aragonului și Papa. Condiționat de Magnificul sau de alegerea personală, Poliziano a părăsit familia Medici.
După părăsirea Florenței, Poliziano a călătorit în nordul Italiei, rămânând o perioadă scurtă de timp în Veneția, Padova și Verona. Francesco Gonzaga (1444-1483) l-a întâmpinat prin urmare la curtea sa din Mantova, unde Poliziano a scris Fabula di Orfeo (Fabula lui Orfeu), prima operă teatrală italiană profană, de importanță fundamentală.
Apucat de dorul pentru orașul Florența, în 1480 Poliziano a trimis o scrisoare Magnificului, care apoi l-a invitat înapoi în Toscana, încredințându-i un loc de învățător la Studioul Florentin. Aici și-a început activitatea de filolog și comentator de texte latine și grecești; această activitate, desfășurată cu multă pricepere, este mărturisită de Miscellanea, publicate parțial în 1489, ceea ce l-au făcut pe Poliziano faimos în toată Europa. În același timp, a consolidat relațiile cu intelectualii cercului Medici pe care îi cunoscuse deja în timpul șederii sale la Florența; la acestea s-a adăugat începând cu 1483, s-a înființat o asociere intelectuală profundă cu Giovanni Pico della Mirandola.
În perioada de învățător la Studioul Florentin, Poliziano a scris numeroase Epistole, care au fost colectate în 1494 în douăsprezece cărți, și a scris, din 1482, câteva texte poetice în latină, inclusiv Sylvae.
Începând cu anul 1490, așa ca și prietenul Pico della Mirandola, Poliziano a abandonat compoziția de texte poetice pentru a se dedica filozofiei și studiului textelor produse de filosofii din antichitate; în același timp, el a arătat în prelegerile sale o abordare progresivă a aristotelianismului, ceea ce l-a dus la reevaluarea extrem de inovatoare a științelor și artes machinales, a artele mecanice, pe care idealismul platonic a avut tendința să le subestimeze și să le disprețuiască.
S-a confruntat și cu alți umaniști, printre care Giorgio Merula, care a făcut acuzații dure împotriva textelor Miscellanea, susținând că conțin date incorecte sau plagiate, și Bartolommeo Scala, pe care Poliziano l-a acuzat că s-a îmbogățit în mod necorespunzător exploatând protecția oferită de familia Medici . În controversele cu alți intelectuali, Poliziano s-a arătat adesea mândru până la punctul de aroganță, violent și jignitor.
În 1492 a murit Lorenzo Magnificul, protector și patron al lui Poliziano și al întregului cerc de intelectuali florentini; cronica ultimelor momente din viața patronului este întocmită chiar de Poliziano într-o scrisoare către prietenul său Jacopo Antiquari.
Așadar, pentru Poliziano, s-a deschis o nouă perioadă de nesiguranță, pe care a sperat să o depășească crezând în zadar să fie nominalizat cardinal datorită sprijinului noului domn al orașului și fost său discipol Piero de' Medici. Înainte ca speranța sa să poată fi împlinită, Poliziano s-a stins în noaptea dintre 28 și 29 septembrie 1494, probabil otrăvit, în timp ce expediția lui Carol al VIII-lea al Franței a trezit climatul ostilității împotriva familiei Medici și a predicare cu fervoare de către părintele dominican Girolamo Savonarola.
Este probabil ca Poliziano să fi fost homosexual, sau cel puțin a avut iubiți de sex masculin și nu s-a căsătorit niciodată. Acest fapt este dovedit de niște plângeri de sodomie făcute autorităților florentine, de poezii și scrisori, de aluzii în lucrările sale (în special în Fabula di Orfeo) și de circumstanțele morții sale încă neclare.

## Opere
Lucrările sale latine și grecești includ:
- Poemul Manto, în care a pronunțat un panegiric al lui Virgil;
- Ambra, care conține o schiță idilică a peisajului toscan și o elogie a lui Homer;
- Rusticus, care a celebrat viața de la țară;
- Nutricia, operă ce a fost menită să servească drept introducere generală în studiul poeziei antice și moderne.

Principalele opere în vulgara italiană sunt:
- Stanze per la giostra, opera sa cea mai apreciată în vulgara italiană, scrisă în urma victoriei lui Giuliano de 'Medici într-un turneu din 1475. Această lucrare a fost lăsată neterminată în urma Conspirației familiei Pazzi din 1478, ceea ce a dus la asasinarea protagonistului său, Giuliano. În plus, soția lui Lorenzo, Clarice, a dezaprobat puternic natura umanistă a poemului, determinându-l pe Poliziano să părăsească familia Medici în 1479 și să se stabilească la Mantova, unde s-a apucat să lucreze la Fabula di Orfeo.

Orfeo, o dramă lirică interpretată la Mantova cu acompaniament muzical;
o colecție de cântece din Toscana, care reproduce diverse forme de poezie populară, distinse printr-o fluență roză.
Lucrările filozofice sunt:
- Praelectio de dialectica (1491), o introducere în logica aristotelică;
- Lamia. Praelectio in Priora Aristotelis Analytica (1492);
- Dialectica (1493), o introducere la un curs despre filosofia aristotelică.